# Alfred Hansen (Politiker)

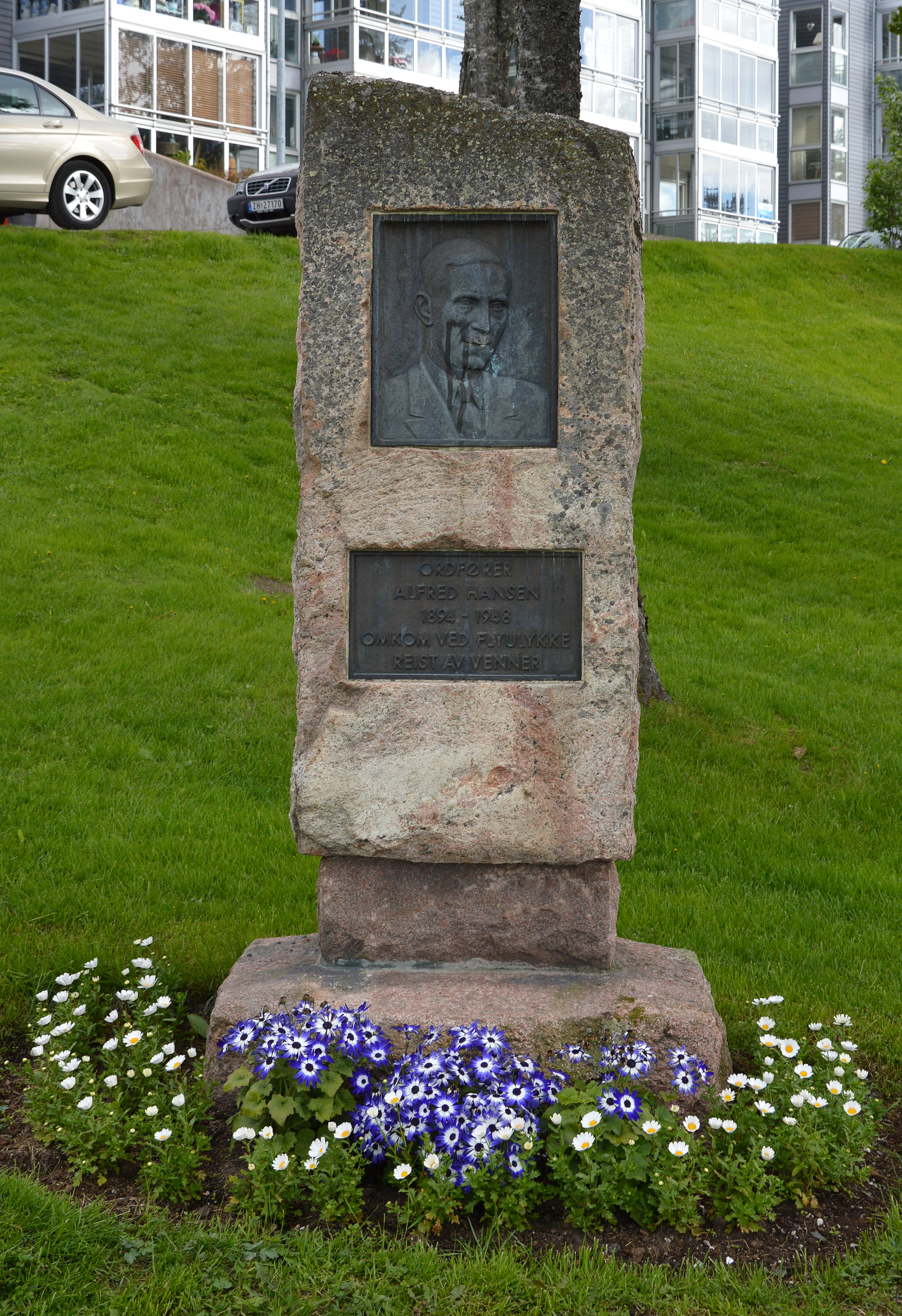
Denkmal für Alfred Hansen in Tromsø

Alfred Hansen (* 17. Juni 1894; † 2. Oktober 1948 bei Hommelvik) war ein norwegischer Politiker und Bürgermeister von Tromsøysund, einem der Vorläufer der späteren Stadt Tromsø.

## Leben
Er wurde als Sohn von Hans Henrik Irgens Andreassen (1854–1913) und Ane Katrine Jakobsen (1864–1928) geboren. 1929 wurde er Bürgermeister von Tromsøysund. Das Amt hatte er zunächst bis 1931 inne. Eine zweite Amtszeit folgte ab 1935. Nach der Besetzung Norwegens durch deutsche Truppen im Jahr 1940 während des Zweiten Weltkriegs musste er das Amt aufgeben. Nach Kriegsende übernahm er das Amt bereits im Mai 1945 ein drittes Mal. 
Am 2. Oktober 1948 verunglückte er beim Flugunfall des Flugboots Bukken Bruse. Von den 45 Personen an Bord kamen 19 Personen, darunter auch Alfred Hansen, ums Leben. Seine Leiche war die einzige, die nicht gefunden wurde.
Hansen war mit Petra Konstanse Hansen, geborene Stenvold (1895–1992) verheiratet. Aus der Ehe gingen drei Kinder hervor.
Zu Ehren Alfred Hansen wurde in Tromsø 1963 das Alfred-Hansen-Denkmal errichtet.